# Marsiansalp
Marsiansalp (Salpa fusiformis) är en ryggsträngsdjursart som beskrevs av Cuvier 1804. Marsiansalp ingår i släktet Salpa och familjen bandsalper. Arten är reproducerande i Sverige. Inga underarter finns listade i Catalogue of Life.